# Ciaran Clark
Ciaran Clark (Harrow, 26 september 1989) is een Iers voetballer die doorgaans als verdediger speelt. Hij tekende in augustus 2016 een contract tot medio 2021 bij Newcastle United, dat circa €6.000.000,- voor hem betaalde aan Aston Villa.

## Clubcarrière
Clark startte in 2000 in de jeugdopleiding van Aston Villa. In 2007 kreeg hij de rol van aanvoerder toegewezen in het jeugdelftal voor spelers onder de 18 jaar en won met dat elftal de Premier Academy League in het seizoen 2007/08, de eerste titel van de jeugdacademie van Aston Villa. Clark kreeg een rugnummer toegewezen bij het eerste elftal voor het seizoen 2008/09 en zat tijdens een uitwedstrijd tegen CSKA Moskou in de UEFA Cup op de reservebank. Op 30 augustus 2009 maakte hij zijn debuut in de A-selectie in de Premier League tijdens een thuisduel tegen Fulham. Aston Villa won met 2–0; hij speelde de volledige wedstrijd. Het was de enige wedstrijd die Clark speelde in het betaald voetbal gedurende de jaargang. In het volgende seizoen kreeg hij meer speeltijd en kwam hij negentien keer in actie in de Premier League. Zijn eerste doelpunten op professioneel niveau maakte Clark op 27 november 2010 in een competitiewedstrijd tegen Arsenal; tweemaal verkleinde hij de marge van Arsenal van twee naar één, enkele minuten na rust en twintig minuten voor tijd. Aston Villa verloor desondanks met 2–4. Vanaf het seizoen 2012/13 was Clark een vaste waarde in de selectie van Aston Villa, met dat seizoen tevens als jaargang waarin hij zijn meeste wedstrijden speelde: Clark speelde 29 competitiewedstrijden en zes duels in de twee bekertoernooien. In het seizoen 2014/15 miste hij door een knieblessure de laatste vijf competitiewedstrijden, waarin Aston Villa uiteindelijk op de laatste speeldag één plaats boven de degradatiestreep eindigde. Een jaar later werden Clark en Aston Villa laatste en volgde degradatie naar de Championship.
Clark tekende in augustus 2016 een contract tot medio 2021 bij Newcastle United, dat in het voorgaande jaar eveneens uit de Premier League degradeerde. Dat betaalde circa €6.000.000,- voor hem aan Aston Villa.

## Clubstatistieken
| Seizoen         | Club             | Competitie      | Competitie | Competitie | Beker | Beker | Internationaal | Internationaal | Totaal | Totaal |
| Seizoen         | Club             | Competitie      | Wed.       | Dlp.       | Wed.  | Dlp.  | Wed.           | Dlp.           | Wed.   | Dlp.   |
| --------------- | ---------------- | --------------- | ---------- | ---------- | ----- | ----- | -------------- | -------------- | ------ | ------ |
| 2009/10         | Aston Villa      | Premier League  | 1          | 0          | 0     | 0     | 0              | 0              | 1      | 0      |
| 2010/11         | Aston Villa      | Premier League  | 19         | 3          | 6     | 1     | 0              | 0              | 25     | 4      |
| 2011/12         | Aston Villa      | Premier League  | 15         | 1          | 3     | 1     | –              | –              | 18     | 2      |
| 2012/13         | Aston Villa      | Premier League  | 29         | 1          | 6     | 0     | –              | –              | 35     | 1      |
| 2013/14         | Aston Villa      | Premier League  | 27         | 0          | 1     | 0     | –              | –              | 28     | 0      |
| 2014/15         | Aston Villa      | Premier League  | 25         | 1          | 4     | 0     | –              | –              | 29     | 1      |
| 2015/16         | Aston Villa      | Premier League  | 18         | 1          | 5     | 1     | –              | –              | 23     | 2      |
| Club totaal     | Club totaal      | Club totaal     | 134        | 7          | 25    | 3     | 0              | 0              | 159    | 10     |
| 2016/17         | Newcastle United | Championship    | 34         | 3          | 2     | 0     | –              | –              | 36     | 3      |
| 2017/18         | Newcastle United | Premier League  | 20         | 2          | 2     | 0     | –              | –              | 22     | 2      |
| 2018/19         | Newcastle United | Premier League  | 11         | 3          | 3     | 0     | –              | –              | 14     | 3      |
| 2019/20         | Newcastle United | Premier League  | 5          | 2          | 1     | 0     | –              | –              | 6      | 2      |
| Club totaal     | Club totaal      | Club totaal     | 70         | 10         | 8     | 0     | 0              | 0              | 78     | 10     |
| Carrière totaal | Carrière totaal  | Carrière totaal | 204        | 17         | 33    | 3     | 0              | 0              | 237    | 20     |

Bijgewerkt op 9 november 2019.

## Interlandcarrière
Clark maakte op 8 februari 2011 zijn debuut in het Iers voetbalelftal, in een interland tegen Wales tijdens het Vierlandentoernooi. Hij speelde de volledige wedstrijd (3–0 overwinning). Séamus Coleman (Everton) en Marc Wilson (Stoke City) debuteerden eveneens in dit duel. In een oefenwedstrijd tegen Oostenrijk in februari 2013 maakte Clark zijn eerste interlanddoelpunt: na 35 minuten opende hij de score, waarna Wes Hoolahan een kwartier voor tijd de wedstrijd besliste. In de kwalificatietoernooien voor het wereldkampioenschap voetbal 2014 en het Europees kampioenschap voetbal 2016 speelde hij tweemaal vier wedstrijden. Met Ierland nam hij in juni 2016 deel aan het Europees kampioenschap in Frankrijk. Ierland werd in de achtste finale uitgeschakeld door gastland Frankrijk na twee doelpunten van Antoine Griezmann.
| Interlands van Ciaran Clark voor Ierland | Interlands van Ciaran Clark voor Ierland | Interlands van Ciaran Clark voor Ierland | Interlands van Ciaran Clark voor Ierland | Interlands van Ciaran Clark voor Ierland | Interlands van Ciaran Clark voor Ierland |
| №                                        | Datum                                    | Wedstrijd                                | Uitslag                                  | Soort wedstrijd                          | Doelpunten                               |
| Als speler bij Aston Villa               | Als speler bij Aston Villa               | Als speler bij Aston Villa               | Als speler bij Aston Villa               | Als speler bij Aston Villa               | Als speler bij Aston Villa               |
| ---------------------------------------- | ---------------------------------------- | ---------------------------------------- | ---------------------------------------- | ---------------------------------------- | ---------------------------------------- |
| 1.                                       | 8 februari 2011                          | Ierland – Wales                          | 3 – 0                                    | Carling Nations Cup                      |                                          |
| 2.                                       | 29 maart 2011                            | Ierland – Uruguay                        | 2 – 3                                    | Vriendschappelijk                        |                                          |
| 3.                                       | 14 november 2012                         | Ierland – Griekenland                    | 0 – 1                                    | Vriendschappelijk                        |                                          |
| 4.                                       | 6 februari 2013                          | Ierland – Polen                          | 2 – 0                                    | Vriendschappelijk                        | 35'                                      |
| 5.                                       | 22 maart 2013                            | Zweden – Ierland                         | 0 – 0                                    | Kwalificatie WK 2014                     |                                          |
| 6.                                       | 26 maart 2013                            | Ierland – Oostenrijk                     | 2 – 2                                    | Kwalificatie WK 2014                     |                                          |
| 7.                                       | 14 augustus 2013                         | Wales – Ierland                          | 0 – 0                                    | Vriendschappelijk                        |                                          |
| 8.                                       | 10 september 2013                        | Oostenrijk – Ierland                     | 1 – 0                                    | Kwalificatie WK 2014                     |                                          |
| 9.                                       | 11 oktober 2013                          | Duitsland – Ierland                      | 3 – 0                                    | Kwalificatie WK 2014                     |                                          |
| 10.                                      | 5 maart 2014                             | Ierland – Servië                         | 1 – 2                                    | Vriendschappelijk                        |                                          |
| 11.                                      | 18 november 2014                         | Ierland – Verenigde Staten               | 4 – 1                                    | Vriendschappelijk                        |                                          |
| 12.                                      | 4 september 2015                         | Gibraltar – Ierland                      | 0 – 4                                    | Kwalificatie EK 2016                     |                                          |
| 13.                                      | 7 september 2015                         | Ierland – Georgië                        | 1 – 0                                    | Kwalificatie EK 2016                     |                                          |
| 14.                                      | 13 november 2015                         | Bosnië en Herzegovina – Ierland          | 1 – 1                                    | Kwalificatie EK 2016                     |                                          |
| 15.                                      | 16 november 2015                         | Ierland – Bosnië en Herzegovina          | 2 – 0                                    | Kwalificatie EK 2016                     |                                          |
| 16.                                      | 25 maart 2016                            | Ierland – Zwitserland                    | 1 – 0                                    | Vriendschappelijk                        | 2'                                       |
| 17.                                      | 31 mei 2016                              | Ierland – Wit-Rusland                    | 1 – 2                                    | Vriendschappelijk                        |                                          |
| 18.                                      | 13 juni 2016                             | Ierland – Zweden                         | 1 – 1                                    | EK 2016                                  |                                          |
| 19.                                      | 18 juni 2016                             | België – Ierland                         | 3 – 0                                    | EK 2016                                  |                                          |

Bijgewerkt op 27 juni 2016.
1 Dúbravka ·
2 Trippier ·
4 Botman ·
5 Schär ·
6 Lascelles  ·
7 Joelinton ·
8 Tonali ·
9 Wilson ·
10 Gordon ·
11 Barnes ·
13 Targett ·
14 Isak ·
17 Krafth ·
18 Osula ·
19 Vlachodimos ·
20 Hall ·
21 Livramento ·
22 Pope ·
23 Murphy ·
24 Almirón ·
25 Kelly ·
26 Ruddy ·
28 Willock ·
29 Gillespie ·
33 Burn ·
36 Longstaff ·
37 Murphy ·
39 Guimarães ·
67 Miley ·
Coach: Howe
· Assistent-coach: Jones
1 Westwood ·
2 Coleman ·
3 Clark ·
4 O'Shea ·
5 Keogh ·
6 Whelan ·
7 McGeady ·
8 McCarthy ·
9 Long ·
10 Keane ·
11 McClean ·
12 Duffy ·
13 Hendrick ·
14 Walters ·
15 Christie ·
16 Given ·
17 Ward ·
18 Meyler ·
19 Brady ·
20 Hoolahan ·
21 Murphy ·
22 Quinn ·
23 Randolph ·
Coach: O'Neill